# Erasmův Evropský parlament mládeže
Erasmův Evropský parlament mládeže (anglicky Erasmian European Youth Parliament – EEYP) je mezinárodní simulace jednání Evropského parlamentu, která je určena středoškolákům z evropských zemí. U jejího vzniku stáli v roce 2008 učitelé Erasmova gymnázia v nizozemském Rotterdamu. Jimi založená nadace je také hlavním organizátorem tohoto projektu.

## Průběh EEYP
Jednotlivých jednání EEYP se účastní skupiny studentů z 10–15 zemí. Po prezentaci zúčastněných škol a měst/zemí (City Expo) následuje práce v odborných komisích, které se vždy zaměřují na jedno téma a jsou tvořeny studenty z různých zemí. Jednacím jazykem je výhradně angličtina. Úkolem komisí je sestavit návrh zákona (rezoluce), kterou pak na závěrečném valném zasedání (General Assembly) obhajují před ostatními komisemi. Zajímavým doplňkem EEYP je setkání studentů s odborníky (Meet the boss), se kterými své rezoluce konzultují. Bývá zvykem, že na tuto část EEYP jsou zvány významné osobnosti města a země, ve které se akce právě koná.

## Cíle EEYP
- multikulturní výchova a boj proti předsudkům

- zdokonalování anglického jazyka

- zdokonalování prezentačních a argumentačních dovedností

- práce v nadnárodních skupinách

- seznámení se s fungováním Evropského parlamentu

## Účastnické země
K tradičním účastníkům EEYP patří školy z Nizozemska, Velké Británie, Irska, Španělska, Belgie, Německa, Itálie, Švédska, Švýcarska a Česka (jediným a výhradním českým účastníkem EEYP je od roku 2009 Gymnázium Na Zatlance v Praze). Některých setkání se také účastnily školy z Turecka, Rumunska, Polska, Slovenska či Portugalska.

## Místa konání
Jednotlivá jednání EEYP proběhla v Rotterdamu (2009), Turíně (2010), Antverpách (2011), Braze (2012), Rotterdamu (2013), Gironě (2013), Rotterdamu (2014), Praze (2014), Davosu (2015), Rotterdamu (2016), Hamburku (2016), Gironě (2017), Piteşti (2017), Praze (2018), Hamburku (2020) a Praze (2024).

### EEYP Prague 2014
V listopadu 2014 zamířil EEYP poprvé do postkomunistické Evropy a Gymnázium Na Zatlance jej pořádalo v Praze. Slavnostní zahájení proběhlo v Obecním domě a závěrečné zasedání se pak konalo ve Valdštejnském paláci, který je sídlem Senátu Parlamentu České republiky. „Meet the boss“ se pak zúčastnila celá řada významných osobností: Hynek Kmoníček, Miroslava Kopicová, Jaromír Drábek, Josef Zieleniec či Martin Palouš.

### EEYP Prague 2024
Na přelomu ledna a února 2024 se uskutečnilo EEYP v Praze a to potřetí v historii.

## Zajímavosti
Zahajovacího ceremoniálu EEYP v Antverpách se účastnil i belgický princ.